# L'Indien (chanson)
Pour l’article homonyme, voir Indien.
Marie quand tu t'en vas
L'Indien est une chanson française de Gilbert Bécaud sortie en 45 tours en 1973. Elle a été écrite par Maurice Vidalin et composée par Gilbert Bécaud.

## Histoire et contexte

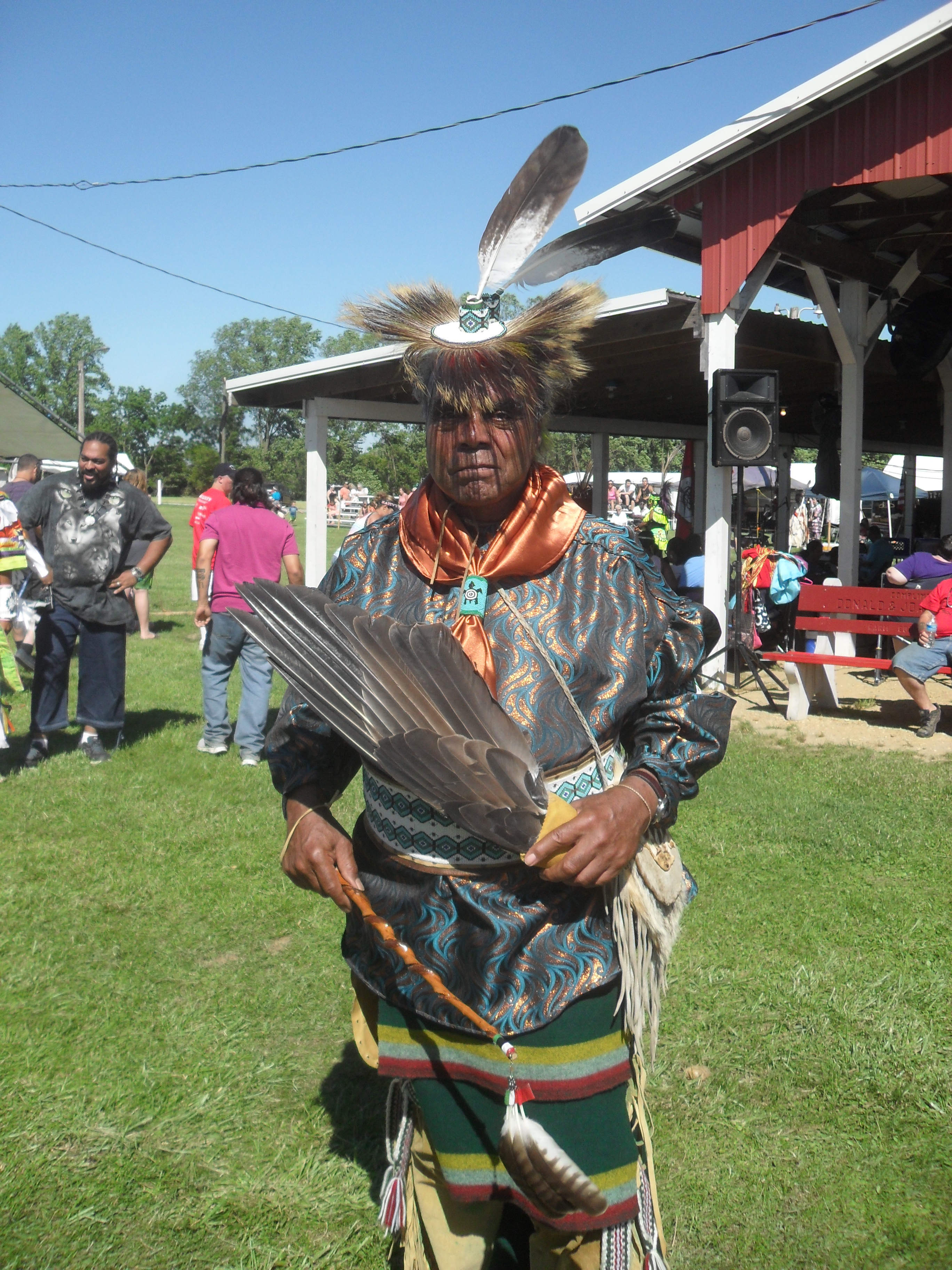
Chef en tenue traditionnelle du peuple Lëni-Lënape de la région du New Jersey et de New-York

### Thème
Cette chanson évoque la détresse d'un amérindien (ou autochtone d'Amérique) face à l'appropriation des terres ancestrale de son peuple par l'homme blanc. Le refrain se répète trois fois, reprenant les mêmes mots.
Indiens mes frères (x2)

Ils ont souillé

Nos femmes et nos rivières (x2)

Ils ont noyé nos terres (x2)

Ils ont brûlé nos Dieux

Indiens mes frères (x2)

Ils ont gagné...

## Contenu
Dans cette chanson, Gilbert Bécaud présente un amérindien dénommé Aigle Noir qui narre l'évolution de la terre de ses ancêtres. Son petit village (Yucatapa signifiant L'Île Verte) est devenu New-York. Déclarant sa haine, il rêve de vengeance et devine une hache de guerre sous chaque pavé de Broadway et s'apprête à tirer avec son arc vers le haut d'un building, crevant ainsi l'œil de Rockfeller, nom d'un des principaux magnats de la ville. Il reconnait cependant sa défaite et termine sa pensée en déclarant « Je suis indien et personne ne me voit, je suis indien et je n'existe pas... »,.

## Distribution
La chanson a été distribuée en 45 tours en	juin 1973 chez Columbia / EMI (1C006-12476).